# Carl Erik Södling
Carl Erik Södling, född 1819 i Mogata socken, död 12 april 1884 i Västervik, var en svensk musikskriftställare.

## Biografi
Carl Erik Södling föddes 1819 i Mogata socken. Södling blev 1845 gymnastiklärare och 1847 teckningslärare i Västervik, vistades 1850–58 i Buenos Aires, där han verkade som organist och sånglärare och där han också höll föreläsningar om Skandinaviens folkmusik och återvände därefter till Sverige. Han utnämndes 1859 ånyo till gymnastiklärare samt 1862 till musik- och teckningslärare i Västervik, där han även blev spansk vicekonsul, 1863. 
Södling studerade med statsunderstöd skolsången i Tyskland och Frankrike 1865. Han utgav bland annat "Musikalisk kyrkotidning" (1847–50), Tonologi (1859), Nytt system för pianoundervisning (1860), en skrivläsemetod, en rytmisk koralbok (1878), en- och flerstämmiga sånger, indiansk folkmusik samt svenska folkvisor. Ett otryckt manuskript av honom, Svenska folkmusikens historia, är värdefullt särskilt genom beskrivningen på en mängd ovanliga tonverktyg. Hans egen samling av sådana skänktes delvis till Göteborgs museum och Västerviks läroverk. Södling invaldes som ledamot (agrée) av Kungliga Musikaliska Akademien 1848.